# جوانا إليونورا دي لا غاردي
جوانا إليونورا دي لا غاردي (بالسويدية: Johanna Eleonora De la Gardie)‏ (26 يونيو 1661، هامبورغ في ألمانيا - 27 ديسمبر 1708 في السويد)؛ كاتِبة وشاعرة سويدية.